# Urceola laevis
Urceola laevis är en oleanderväxtart som först beskrevs av Adolph Daniel Edward Elmer, och fick sitt nu gällande namn av Elmer Drew Merrill. Urceola laevis ingår i släktet Urceola och familjen oleanderväxter. Inga underarter finns listade i Catalogue of Life.